# Samuel Kahiga
Samuel Kahiga, född 1946, är en kenyansk författare. Han debuterade tillsammans med brodern Leonard Kibera med novellsamlingen Potent Ash (1968), där han skildrar sin uppväxt under självständighetskampen i Kenya under 1950-talet. Senare har han i en rad delvis melodramatiska romaner satt ett kritiskt sökarljus på livet bland den afrikanska medelklassen i städerna, bland annat i The Girl from Abroad (1974) och When the Stars Are Scattered (1979). Dedan Kimathi: The Real Story (1990) är en historisk roman om Mau Mau-rörelsen i Kenya. I Paradise Farm (1993) utforskar Kahiga människans förmåga både till lidelse och medlidande.